# 곽매
곽매(郭每, ? ~ ?)는 전한 말기 ~ 신나라의 제후로, 곽충의 현손의 아들이다.

## 행적
거섭 원년(6년), 곽맹을 끝으로 폐지되었던 성안후(成安侯)에 봉해져 가문을 이었다. 작위는 신나라 때까지 이어졌고, 신나라가 멸망하면서 후사가 끊겼다.

## 출전
- 반고, 《한서》
  - 권17 경무소선원성공신표

| 선대 성안희후 곽맹 | 전한 ~ 신의 성안후 6년 ~ 23년 | 후대 (신 멸망) |